# Назарьянц, Хечо Михайлович
Хечо Михайлович Назарьянц (1906 — 1942) — советский кинооператор. Участник Великой Отечественной войны.

## Биография
Родился в 1906 году в Советском Союзе.
В 1929 году окончил Ленинградский кинофототехникум, после чего начал работать ассистентом на киностудии, потом вторым оператором. Много работал с популярными советскими фильмами.
Погиб во время Великой Отечественной войны в 1942 году в рядах Красной Армии под Ленинградом.

## Творческие работы
- 1930 — Ветер в лицо
- 1931 — Кто лучше?
- 1935 — Сокровище погибшего коробля
- 1938 — Амангельды
- 1939 — Патриот
- 1940 — Райхан
- 1941 — Боевой киносборник № 2
- 1941 — Боевой киносборник № 4

## Оценочные мнения
По мнению философа, культуролога, эстетика и публициста А. Л. Казина, кинооператор Хечо Назарьянц был богатырём, очаровательным души человеком, темпераментным и человеком, который находился вечно в хорошем настроении, пишется в издании Казина за 2007 год.

## Издательства
- Александр Леонидович Казин. Век петербургского кино: сборник научных трудов. — Россииский институт истории искусств, 2007. — 280 с. — ISBN 978-5-86845-005-1.
- Kazakhskai͡a︡ SSR: 4-tomnai͡a︡ kratkai͡a︡ ėnt͡s︡iklopedii͡a︡. — Glav red. Kazakhskoĭ sov. ėn{u0361}tsiklopedii, 1985. — 716 с. — ISBN 978-5-89800-009-7.
- Zhūldyz. — Qazaqtyn͡g memlekettīk kȯrkem ădebiet baspasy, 1980. — 942 с.